# Wir sind die Guten (Bröckers/Schreyer)
Wir sind die Guten. Ansichten eines Putinverstehers oder wie uns die Medien manipulieren ist ein Sachbuch-Bestseller von Mathias Bröckers und Paul Schreyer, der am 1. September 2014 im Westend Verlag erschien. Er erreichte Rang 5 der Spiegel-Bestsellerliste für Sachbücher, blieb 20 Wochen in der Bestsellerliste und erlebte 2014 zehn Auflagen. Hauptthemen sind die Geostrategie und internationale Machtpolitik hinter dem russischen Krieg in der Ukraine, dazu die Kritik der medialen Darstellung.
Eine Taschenbuchausgabe erschien am 14. Januar 2016 beim Piper Verlag.
Am 22. Februar 2019 erschien eine überarbeitete und erweiterte Neuauflage unter dem Titel Wir sind immer die Guten. Ansichten eines Putinverstehers oder wie der Kalte Krieg neu entfacht wird. Erweiterungen betrafen vor allem die Russische Einflussnahme auf den Wahlkampf in den Vereinigten Staaten 2016 und die Vergiftung von Sergei Wiktorowitsch Skripal, neue Informationen über die Scharfschützen auf dem Maidan und über die Untersuchungen des Abschusses von Malaysia-Airlines-Flug 17.
Die erste Auflage wurde auf Russisch und Tschechisch übersetzt.

## Inhalt
In ihrer Einleitung berufen die Autoren sich bei ihrer Kritik an den Medien auf Karl Kraus’ Die letzten Tage der Menschheit. Das vorweggenommene Fazit der Untersuchung lautet: Der Ukraine-Konflikt sei nur dadurch friedlich zu lösen, dass die Ukraine „nicht als nationalistisch-faschistoide Bastion gegen ein 'Reich des Bösen' im Osten“ aufgebaut werde, sondern als „blockfreier Brückenstaat zwischen Russland und der EU“.
Das erste Kapitel analysiert die verbreiteten Meinungen über Wladimir Putins Persönlichkeit und zur autokratischen „Demokratur“ und „Homophobie“ der Russischen Föderation. Die Autoren zeichnen Putin als einen von der Mehrheit der Russen geschätzten Politiker, der vor allem durch die Bändigung des „Raubtierkapitalismus“ der Jelzin-Zeit Russland wieder zu nachhaltiger Prosperität, innerer wie äußerer Sicherheit, Ordnung, staatlicher Souveränität und nationaler Unabhängigkeit geführt habe.
Hinter der teilweise zutreffenden Kritik an Putins Regierungsweise sehen die Autoren das Ziel, durch Manipulation der öffentlichen Meinung, vor allem durch Diskreditierung und Diffamierung, Schwarzweißmalerei und Selbstverklärung wirtschaftliche und politische Interessen auf dem geopolitischen Schachbrett gegen Russland durchzusetzen. Der Bürgerkrieg in der Ukraine sei ein Stellvertreterkrieg und Ausdruck eines neuen Kalten Krieges.
Das zweite Kapitel stellt die Geschichte der Ukraine unter dem Titel „Konfliktreich“ dar. Die Autoren betonen die ethnische, kulturelle und sprachliche Verwandtschaft von Russen und Ukrainern und ihre gemeinsame Geschichte. Die heutige Ukraine sei dagegen polyethnisch und multikulturell, ohne nationale Identität. Bei der Charakterisierung der ukrainischen Sprache berufen sich die Autoren auf den in Kiew geborenen russischen Schriftsteller Michail Bulgakow. In dessen Kiew-Roman Die weiße Garde bezeichnete er Ukrainisch lediglich als einen Dialekt und eine „Bauernsprache“, auf die stolz zu sein er als Rückschritt in einen „beschränkten, bornierten Nationalismus“ verstand. Das Kapitel analysiert auch die Geschichte der Ukraine im 2. Weltkrieg, besonders die Aktivitäten Banderas, die Geschichte der Krim und ihre ethnisch-kulturelle, wirtschaftliche, militärische und politische Bedeutung für Russland.
In Kapitel 3, „Weltherrschaft“, wird das neue Great Game aufgrund der geostrategischen Konzepte von Halford Mackinder  (Heartland), Karl Haushofer und Zbigniew Brzeziński, dargestellt. Dass die USA immer noch den alten Rezepten der Machtpolitik folge, sehen die Autoren in der Haltung des britischen Diplomaten Robert Coopers gegeben, insofern er Doppelstandards vertrete und eine Politik des Dschungels zur Durchsetzung der eigenen Interessen befürworte, bei der die westlichen Werte aufgehoben würden.
Kapitel 4 (Öl, Gas und Sicherheit: Willkommen in Pipelineistan) schildert das Interesse an der Kontrolle von Öl- und Gaslieferungen über Pipelines als Hauptmotiv der Einmischung in die Angelegenheiten Russlands und der Ukraine.
Bei der Annexion der Krim folgen die Autoren den Argumenten Reinhard Merkels und werfen den Kritikern ebenfalls Doppelstandards und Übertreibung vor, da es sich hier gerade nicht um einen Fall „beispielloser Aggression“ handele.
Besser als Krieg: Farb-Revolutionen und Fake-Demokratie (Kapitel 5) stellt dar, dass Farbrevolutionen schon mehrfach vor den Maidanprotesten geplant und durchgeführt worden seien. Das Konzept führen die Autoren auf Fred Emery, Howard Perlmutter und das Tavistock Institute zurück. Ihre Vorstellungen hätten John Arquilla und David Ronfeldt (RAND Corporation) an die digitale Moderne angepasst.
Der „Regime Change“ von 2014 habe in der Ukraine eine 60-jährige Vorgeschichte in Aktivitäten der CIA (Kapitel 6), etwa der Operation Aerodynamic, als deren Schlüsselfigur die Autoren Mykola Lebed betrachten, und die vom Office of Policy Coordination innerhalb der CIA unter Leitung von Frank Wisner gesteuert worden sei. Darauf folgten ihrer Auffassung nach die Aktivitäten des National Endowment for Democracy.
Der Regimewechsel in der Ukraine (vgl. Euromaidan) sei „bestellt“ gewesen und nach vielen Indizien durch eine besondere Einheit von einem US-Amerikaner angeleiteter georgischer Scharfschützen ausgelöst worden, die Demonstranten und Polizeikräfte teils vom Hotel Ukraina aus beschossen hätten (Kapitel 7). Die Autoren stützen sich auf Augenzeugenberichte, ARD-Recherchen, Aussagen von Georgiern und deren Flugtickets. Die öffentlich-rechtlichen Medien seien diesen teilweise den von ihnen selbst recherchierten Hinweisen nicht weiter nachgegangen. Die Wahl der neuen Regierung sei auf nicht ordnungs- und verfassungsgemäße Weise erfolgt: die Opposition wurde eingeschüchtert und ausgeschlossen, die Abstimmung sei ohne notwendige 3/4-Mehrheit und die Amtsenthebung und Neuwahl des Präsidenten der Ukraine gegen Art. 111 und 112 der ukrainischen Verfassung erfolgt.
Victoria Nuland habe mit ihren Äußerungen gegen die EU und ihre Bestimmung des Ministerpräsidenten Jazenjuk klargemacht, dass das Interesse der USA auf den Konflikt mit Russland gegen die Interessen Europas angelegt gewesen sei (Kapitel 8). Das Project for the New American Century, mitbegründet durch Nulands Ehemann Robert Kagan, habe die weltpolitische Rolle der USA unterstützt, auf dieses folgte die Foreign Policy Initiative (FPI) als „alter Wein in neuen Schläuchen“.

Kapitel 9 stellt das Atlantic Council als „Schnittstelle im Machtpoker“ dar.  
Es ist eine Struktur entstanden, die oberhalb von Regierungen schwebt, die Amtsträger einlädt, empfängt und assoziiert, die Diskussionen lenkt und die Medien mit Experten und Material versorgt. Merkel darf eine Laudatio halten, Barroso bekommt einen Preis, die Brzezinskis geben Empfehlungen, Nuland und von der Leyen stellen sich vor, hören zu und fragen nach. Die Sponsoren selbst bleiben dezent im Hintergrund. (S. 129) 
Kapitel 10 stellt den Präsidenten und Milliardär Poroschenko als Oligarchen und Rüstungsunternehmer vor, der frühzeitig in Kontakt zu amerikanischen Institutionen und zu George Soros’ Renaissance-Stiftung gestanden habe. Deutsche und Internationale Stiftungen hätten die neue Regierung angeleitet. Zur deutschen Rolle schließen sich die Autoren Scholl-Latours Urteil in Russland im Zangengriff an:
Nichts ist ernüchternder als die Feststellung, dass ein freiheitlicher Aufbruch der Massen sich nachträglich als das Produkt ferngesteuerter, betrügerischer Einmischung erweist. (S. 137)
Netzwerke und Lobbygruppen werden in Kapitel 11 hinter der medialen Einförmigkeit der deutschen Berichterstattung zur Ukraine aufgezeigt, dabei stützt sich Bröckers auf die Untersuchungen Uwe Krügers zur Meinungsmacht. In Kapitel 12 werden journalistische Fehlleistungen, Einseitigkeiten und sprachliche Manipulationen im Einzelnen dargestellt, wobei auf die Analysen der Propagandaschau und Volker Bräutigams Programmbeschwerden Bezug genommen wird.
Im Fall des Abschusses der MH17-Maschine (Kapitel 13) kommen die Autoren nach Abwägung verschiedener Möglichkeiten zu dem Ergebnis, eine echte Aufklärung liege in weiter Ferne, „die Instrumentalisierung des Verbrechens auf dem Rücken der Opfer und ihrer Angehörigen geht weiter“. Keine der beiden Seiten habe trotz technischer Möglichkeiten ein Interesse an der Aufklärung. Zu einem ähnlichen Ergebnis kommt Kapitel 14 zum Einsatz von Novitschok gegen Sergei Skripal. Die Ungereimtheiten des Falles lassen, so die Autoren, eine False-Flag-Operation möglich erscheinen.
Die Full-spectrum dominance als Staatsdoktrin der USA wird anhand des Melierdialogs erläutert. Dem unipolaren Ansatz der Sicherheitsstrategien der USA von der Wolfowitz-Doktrin bis zur Bush-Doktrin werden die multipolaren Eurasismus-Konzepte Trubetzkoys und Dugins gegenübergestellt (Kapitel 15).

Kapitel 16 beurteilt das Dominanzstreben und die Angst Amerikas als eine Form der politischen Paranoia, von der Europa und besonders Deutschland mit seiner wirtschaftlichen und politischen Affinität zu Russland sich nicht weiter beeinflussen lassen sollten.
Mitten in Europa kommt Deutschland deshalb eine Schlüsselfunktion zu, eine Alternative zu entwickeln, gegen eine neue Politik der Stärke, die keine Perspektive hat – außer der nuklearen Apokalypse eines Dritten Weltkriegs. (S. 225)
Hinter Russiagate sehen die Autoren in Kapitel 17 ein „komplexes System aus Militär, Rüstung, Geheimdiensten und Konzernen“. Bei aller berechtigter Kritik, die Trump als „narzisstischer und unsympathischer Chauvinist“ auf sich ziehe, richteten seine Gegner sich aber nicht gegen seinen zweifelhaften Charakter, sondern gegen seine politischen Ansichten und Absichten. „Und solange er diesen nicht abschwört, wird die geballte Macht des 'Deep State' ihn weiter im Visier und den bizarren 'Russiagate'- Zirkus ad infinitum weiter in den Schlagzeilen halten.“ (S. 245)

## Überarbeitung
2019 erschien eine komplett überarbeitete und erweiterte Neuauflage. Sie enthielt neue Informationen über die Scharfschützen auf dem Maidan, die Untersuchungen des MH17-Absturz, Russiagate und die Skripal-Affäre.

## Rezeption der Erstauflage
Ulrich Teusch hob in seiner Rezension für das Kulturradio des SWR2 hervor, es handele sich um eine „notwendige, überfällige Provokation“, die vielleicht dazu beitrage, die Ukraine-Debatte in Deutschland zu öffnen und zu versachlichen. Die Autoren böten eine „ernüchternde Analyse“ der Vorgänge auf dem Maidan, sezierten die „Infiltration des Landes durch US-Interessen“ und zeichneten „wenig schmeichelhafte Porträts“ der politischen Akteure in Kiew, vor allem von Julija Tymoschenko und Petro Poroschenko.
Brigitte Baetz (Deutschlandfunk) urteilte am 8. September 2014 in ihrer Rezension: Aus der vertretbaren Sicht der Autoren gehe es nicht um Freiheit und Menschenrechte, sondern um Macht und militärische Kontrolle, seit Jahren würde die Außenpolitik der Vereinigten Staaten durch wirtschaftliche Interessen bestimmt. Damit sei Putin, etwa die Behandlung Homosexueller in Russland, nicht zu entschuldigen. Die Kritik an russischen Verhältnissen sei aber unlauter, insofern das im Westen vor Kurzem noch ganz ähnlich gewesen sei und beim Verbündeten Saudi-Arabien toleriert würde. Die Mitschuld des Westens an der Eskalation in der Ukraine würde, so die Autoren, zu wenig behandelt, es fehle auch die Perspektive Russlands. Zutreffend sei die Kritik Bröckers und Schreyers am denunziatorischen Gebrauch des Schimpfworts „Putinversteher“ und an der Schwarz-Weiß-Malerei als kriegstreiberischer Dichotomie. Hier hätten die Autoren, so Schmid, einen wichtigen Punkt aufgegriffen, der nicht zu Unrecht auch von vielen Bürgern kritisiert werde :
„Die plakative Art, mit der beispielsweise so unterschiedliche Blätter wie „BILD“ und „Spiegel“ in gleicher Manier gegen Russland Stellung beziehen und einem Krieg als Mittel der Politik das Wort reden.“
Trotzdem leide das gut geschriebene Buch ein wenig darunter, „dass es den Spieß einfach umdreht und aus den Amerikanern nun die Bösen macht.“
Inga Pylypchuk (Die Welt) rückte die Autoren am 11. Oktober 2014 in die Nähe der Kreml-Propaganda: Die Sprache verrate sie, wenn sie etwa Pussy Riot „grölende Punk-Tussis“ nennen und die Proteste auf dem Maidan als einen „vom Westen geförderten Putsch“ bezeichnen. Aufschlussreich sei auch die Auffassung, Russia Today sei eine "alternative Nachrichtenquelle". Auch in ihren Thesen zur nationalen Identität der Ukraine und zur Annexion der Krim 2014 lägen die Autoren auf der Linie der russischen Regierung.
Stefan Niggemeier äußerte in der FAZ am 2. November 2014, das Buch sei ein Pendant zu der Reduzierung des Ukraine-Konfliktes auf einen "Kampf gegen einen gefährlichen, unberechenbaren, bösen Mann: Wladimir Putin." Diese zeige sich im Schimpfwort von den „Putin-“ oder gar „Russland-Verstehern“, aber auch in der "Marginalisierung von Stimmen und Nachrichten, die dem vorherrschenden Narrativ vom Aggressor Russland und dem Westen, der nur hehre Ziele verteidigt, widersprechen."  Diese andere, fehlende Perspektive sei in dem Buch zu finden, das Mathias Bröckers und Paul Schreyer geschrieben haben. Es dokumentiere genügend Merkwürdigkeiten in der Entwicklung dieses Konfliktes, "die Anlass wären, seine vorherrschende schlichte Interpretation anzuzweifeln, kritische Fragen zu stellen, die Behauptungen nicht nur der russischen Seite, sondern auch des Westens und seiner Verbündeten in der Ukraine mit größtmöglicher Skepsis zu behandeln."  Das Buch sei letztlich ein Appell für mehr kritischen Journalismus, unabhängig davon, ob man alle Analysen teile und ob den Leser die „Nähe der Autoren zu Verschwörungstheorien schreckt“.
"Es stellt viele unbequeme Fragen an die Rolle der Amerikaner und des Westens im Ukraine-Konflikt – vor allem aber auch an die Medien, die diese Rolle so wenig hinterfragen. […] es hinterlässt umso mehr das Gefühl, dass es hier eine Leerstelle gibt in der Berichterstattung der etablierten Medien. Und dieses Gefühl wird dadurch verstärkt, dass es in eben jenen Medien keine große Auseinandersetzung gibt über das Buch. Dass es nicht als Anlass gesehen wird, sich mit den Fragen, die es aufwirft, auseinanderzusetzen – und sei es, sie nüchtern und klar zu beantworten und der Analyse zu widersprechen."
Gerhard Lechner (Wiener Zeitung) drängt sich am 15. Dezember 2014 bei der Lektüre der Eindruck auf, die USA hätten den Kalten Krieg nur rhetorisch beendet und betrachteten, weiterhin den Gesetzen des Dschungels (Robert Cooper) folgend, den Zusammenbruch der Sowjetunion als Chance, die eigene Einflusssphäre auszudehnen. Der Rezensent sieht die Stärke der Autoren darin, Leerstellen zu füllen, indem ihr Buch jene Themen behandelt, „denen in der westlichen, besonders in der deutschsprachigen Presse in der Regel nur wenig bis gar kein Raum gewährt wird – etwa den geopolitischen Plänen der USA, die nach einem alten atlantischen Konzept danach trachten, die Entstehung einer starken Gegenmacht auf dem eurasischen Kontinent mit allen Mitteln zu verhindern.“ Das Great Game und die Auffassung Brzezinskis von der Bedeutung der Ukraine in seinem Klassiker The Grand Chessboard charakterisiere die Perspektive der Autoren. An manchen Stellen, die außerhalb ihres Schwerpunktes lägen, schössen die Autoren manchmal über das Ziel hinaus, etwa bei der Beurteilung der mangelnden Eigenständigkeit der ukrainischen Sprache.
Aschot Manutscharjan (Das Parlament) bewertet das Buch als ein „Lehrstück über unabhängigen Journalismus“. Allein in der Woche des Machtwechsels in Kiew Mitte Februar 2014 hätten ARD und ZDF 94 Interviews und Statements mit Oppositionellen gesendet, aber nur elf mit Regierungsvertretern. „Die Berichterstattung habe Oligarchen zu überzeugten Demokraten stilisiert. Auch die Interessen des Westens seien zu wenig beleuchtet worden. Dabei gehe es Washington vor allem um die politische und militärische Isolation Russlands und um bessere Bedingungen für den Verkauf des amerikanischen Fracking-Gases in Europa.“ Der Rezensent vermisst jedoch „tiefergehende Analysen der politischen Entwicklung in der Ukraine.“
Im Portal für Politikwissenschaft äußerte Markus Linden, er teile die Standpunkte der Autoren kaum, es handele sich aber um eine hervorragende Streitschrift. Die Autoren gehörten zu den „sicherlich intelligenteren Vertretern sogenannter Verschwörungstheorien“ und begehen bei aller prinzipieller Kritik der USA nicht den Fehler, „in gänzlich unseriöse Argumentationen und Mutmaßungen abzugleiten.“ Das Buch sei wohlwollend aufgenommen worden, weil die Medienberichterstattung zur Ukraine Defizite aufzeige, die auch in der Öffentlichkeit als solche wahrgenommen würden.
Reinhard Veser (FAZ) kritisierte am 1. Dezember 2015 die Publikation als „rassistische Esoterik“ und bewertet die Charakterisierung der ukrainischen Sprache als Beispiel für Volksverhetzung. Indem Bröckers und Schreyer große Teile der ukrainischen Geschichte komplett ausblendeten, könnten sie zu dem Schluss kommen, eine nationale Identität der gesamten Ukraine sei nicht vorstellbar. Sie gäben damit „kaum verschleiert“ die Theorie russischer Rechtsextremisten wieder, „die Ukraine sei eine westliche Erfindung zur Schwächung Russlands“. Die Autoren verstiegen sich zu Verschwörungstheorien um die Rolle des Atlantic Council, die bei ihnen für das steht, „was für andere die Weisen von Zion sind.“  Rassistische Esoterik sieht der Rezensent im behaupteten möglichen Zusammenwachsen der Russen und Deutschen, weil sie „in grauer Vorzeit einmal ein Stamm gewesen sein sollen“. Die Erklärung der Verwandtschaft von Prussen und Preußen sei ohnehin falsch. „Die Prussen, von denen Preußen seinen Namen hat, waren ein baltischer Volksstamm – sie waren weder Germanen wie die Deutschen, noch Slawen wie die Russen.“

## Rezeption der Zweitauflage
Ulrich Schmid bescheinigte 2022 Schreyer und seinem Ko-Autor Bröckers in einem Gastbeitrag für die Frankfurter Allgemeine Zeitung ein gegen den Westen gerichtetes Bild von Russland, das einen verschwörungstheoretischen Charakter aufweise. Phantasien statt Wirklichkeit und Leitmotive bestimmten die Sicht der Autoren, die russische Seite würde dagegen positiv dargestellt, dies sei aber nicht das wirkliche Russland, sondern ein „Phantom“.

## Zitat
„Im Bürgerkrieg in der Ukraine geht es nicht um Demokratie und Menschenrechte, sondern um die Macht im ‚Großen Spiel‘: um Ressourcen und Kontrolle des Planeten. Russland und Iran, die zusammen über die Hälfte aller Öl- und Gasreserven der Welt verfügen, stehen der einzigen Supermacht nicht wegen ihrer religiös-fundamentalistischen oder autokratischen Ausrichtung im Wege, sondern weil sie die Profite aus ihren Bodenschätzen selbst einstreichen und transnationalen Konzerne weitgehend außen vor halten.“

## Bibliografie
- Mathias Bröckers/Paul Schreyer: Wir sind die Guten. Ansichten eines Putinverstehers oder wie uns die Medien manipulieren. Westend Verlag, Frankfurt am Main 14. September 2014. ISBN 978-3-492-30800-7.
- Taschenbuchausgabe Piper Verlag 14. Januar 2016. EAN: 978-3-492-30800-7.
- Wir sind immer die Guten. Ansichten eines Putinverstehers oder wie der Kalte Krieg neu entfacht wird. Westend Verlag 22. Februar 2019 ISBN 978-3-86489-255-4.